# Operazione Mosè
Operazione Mosè fu un'operazione segreta dei servizi segreti israeliani con l'obiettivo di portare in tutta segretezza 8000 ebrei etiopi in Israele.
Durante la Carestia etiope del 1984-1985 migliaia di Ebrei fuggirono dall'Etiopia e si rifugiarono nei campi profughi sudanesi, insieme a musulmani e cristiani, in attesa dell'intervento israeliano. Tra il 21 novembre 1984 e il 5 gennaio 1985 8000 Falascia furono trasportati in Israele con aerei di una compagnia belga, la Trans European Airways, tramite uno scalo a Bruxelles. Si presume che siano stati molti di più coloro che avevano cercato di raggiungere il Sudan, ma che hanno trovato la morte durante la lunga marcia a piedi, falcidiati dalla fame e dalle malattie.
I voli, con l'autorizzazione del governo sudanese, furono effettuati di nascosto, in piena notte. Quando l'operazione divenne nota, gli stati arabi spinsero il Sudan a ritirare la propria autorizzazione, lasciando circa 1000 ebrei etiopi in Sudan. Nonostante la maggior parte di questi fosse poi portata in Israele durante l‘ Operazione Giosuè, circa 1000 bambini rimasero orfani in Israele, a causa della morte dei loro famigliari in Etiopia. Fu l'Operazione Salomone a completare l'immigrazione degli ebrei etiopi.
Al loro arrivo i Falascia venivano scrupolosamente controllati per individuare eventuali rifugiati non ebrei, che venivano prontamente rimpatriati.
Nonostante la dichiarazione dei rabbini a proposito della ascendenza ebraica dei Falascia, discendenti della Regina di Saba, costoro inizialmente furono emarginati dalla maggioranza della popolazione, che li accusava di non essere ebrei, di avere scarsa istruzione e di importare malattie pericolose.
Un'altra grande difficoltà per i Falascia, soprattutto per i più anziani, fu l'adattamento alla solitudine urbana e al mondo moderno e sviluppato delle città, così diverso dal mondo agrario di provenienza, con una nuova lingua da imparare, l‘ebraico.
Fino ad oggi l'integrazione dei Falascia è rimasta difficile e la loro fede è ancora messa in discussione da alcuni rabbini.
Un film che si svolge sullo sfondo dell'operazione Mosè è Vai e vivrai (Va, Vis et Deviens; 2005) di Radu Mihăileanu.
Episodi criticabili imputabili ad alcuni collaboratori del Mossad durante l'operazione Mosè vengono trattati nel documentario Code Name Silence (Kod Schtika; 2005) di Yifat Kedar.